# Teodozy
Teodozjusz, Teodozy – imię męskie pochodzenia greckiego. Ma znaczenie analogiczne do imienia Teodor, a oznacza "dany od Boga".
Żeński odpowiednik: Teodozja
Teodozy i Teodozjusz imieniny obchodzą: 11 stycznia, 14 lutego, 26 marca, 17 lipca i 25 października.
Teodozy, Teodozjusz w innych językach:
- rosyjski – Федосей, Феодосий (Fieodosij), Федосий, Феодосей, Федосеи, Федос[1].

## Osoby
- Teodozy Cenobiarcha[2] z Kapadocji (kat.), praw. Teodozy Wielki, mnich (424–529)[3], święty katolicki i prawosławny.
- Teodozjusz I Wielki, cesarz rzymski.
- Teodozjusz II, cesarz bizantyński.
- Teodozjusz III, cesarz bizantyński.

- Teodozy Teofil Godebski (zm. 1756), duchowny greckokatolicki, bazylianin, ordynariusz pińsko-turowski.
- Teodozjusz (Kowernynski) (1895–1980), ukraiński biskup prawosławny.
- Teodozy Lubieniecki, biskup.
- Teodozy Wisłocki, biskup;
- Teodozy Tetianycz - kijowski, ukrainski artysta i nauczyciel;
- Theodosius Dobzhansky, amerykański genetyk.
- Teodozjusz (Bilczenko), białoruski biskup prawosławny.

Zobacz też:
- Sobór św. Teodozjusza w Cleveland